# 路環中葡學校
路環中葡學校為澳門特別行政區政府開辦之公立學校，隷屬教育及青年發展局（DSEDJ），校址位於澳門路環市區內的十月初五馬路。該校以“路環中葡小學”名義於1977年創立，取代當時的戴思樂官立小學，當時為路環首間公立學校，初期僅提供特殊教育和與少年感化院合作開辦回歸教育課程，2014／15學年起增設並開辦以中文為教學語言的幼兒教育及小學教育課程。2022／23學年起，為配合澳門特區政府教育政策，為完善教學環境，以提供更便利的升學銜接和整全成長需要，教育及青年發展局將轄下公立學校進行整合，其中該校合併至石排灣公立學校並停辦。

## 沿革
1977年9月13日，葡屬澳門政府公佈	第113/77/M號訓令於氹仔和路環島各設立一間中葡學校，其中該校取代路環戴思樂官立小學而設立，並於原戴思樂官立小學之校舍內運作。
1995年，葡屬澳門政府於黑沙馬路鄰近黑沙村旁邊設立“黑沙官立小學”，供嚴重殘疾學生就讀。
2003年6月12日，政府公報刊登第20/2003號行政命令，於官立小學內設立幼兒教育及小學教育預備班部，簡稱“幼兒部”。其效力追溯至2002年9月1日起實施。該校正式更為現名。
2004年，黑沙官立小學停辦，並於同年11月下旬起撤銷，部分教育設施或班級遷往該校繼續運作。
2010年，教育暨青年局對該校位於十月初五馬路校舍開展重建工程，經招標後於2012年起動工。
2014年2月28日，校舍重建完成並進行落成典禮，新校舍樓高三層，建築面積達3732平方米，充分考慮了教學和學生的需要，包括為學生提供無障礙的學習環境。教育暨青年局時任局長梁勵宣佈2014/2015學年增設以中文為教學語言的幼兒教育及小學教育課程，以配合路環的人口增長及整體發展需要。
2017年8月23日，颱風天鴿正面吹襲澳門並造成嚴重破壞，該校受“天鴿”帶來的嚴重風暴潮影響造成破壞一度延後新學年開課。
2021年12月中下旬，教育及青年發展局計劃在於2022/2023學年進行轄下公立學校的整合。當中該校將會取消，並於澳門半島設立一所公立特殊教育學校，將更有效集中專業教學人員團隊和治療服務團隊給予有特殊教育需要的學生服務，以及縮短原於該校就讀的學生上下課交通時間，為大部分家長提供較便利的上學地點，並回應特教家長及學生長期以來的殷切訴求。
2022年7月18日，《澳門特別行政區公報》刊登第29/2022號行政法規《非高等教育公立學校的組織、管理及運作》，法規於同年9月1日起正式生效。當中規定公立學校系統新學年起，提供涵蓋中小幼教育階段的「一條龍」學校並擴展至五間，該校的幼兒與小學教育正式合併至位於石排灣公屋群內的石排灣公立學校。

## 校舍概況
路環中葡學校校舍位於路環市區的十月初五馬路，於2014年完成重建並啟用。自2000年起為16至21歲有殊教育需要的學生提供服務，校舍經重建後可容納學生增至173人。除為學生提供更大活動空間，以及配置電子教學設備外，新增物理治療室、多感官學習室、家居室等，切合特教學生的需要。此外加裝電梯、無障礙洗手間、扶手等，建立無障礙環境。由2014/2015學年起，開設以中文教學的非特殊教育班級，包括幼兒教育及小學教育各一班，每班學額三十名，讓區內學童無需跨區上學，同時促進傷健共融。
為配合特區政府對非高等公立學校整合「一條龍」措施，該校於2021／2022學年完結後正式撤銷，校舍處於空置狀態。在2022年6月中旬至8月初期間，澳門爆發大規模COVID-19疫情，期間需啟動多輪全民核酸檢測計劃，自該年6月27、28日設立流動核酸檢測車於指定時間內停泊在該校旁。核酸檢測車其後恆常化，隨後更遷入校舍內作室內核酸檢測站用途。
2022年12月，因應疫情常態化和社會面出現大規模感染COVID-19情況，由同年12月19日起於該校校原舍內設立感染者社區門診。至2023年1月6日停止運作。

## 外部連結
- 路環中葡學校網站（已失效）[]